# Акимович, Вера Николаевна
Вера Николаевна Акимович (12.07.1890, Елисаветград — 18.01.1977, Одесса) — живописец, педагог.

## Биография
Родилась Вера Акимович в 1890 году в семье учителя математики Н. В. Акимовича, который впоследствии стал профессором Института народного хозяйства.
Окончила 2-ю женскую гимназию г. Одессы.
С 1908 по 1913 годы училась в Одесском художественном училище у Г.Ладыженского и К.Костанди.
С 1913 по 1957 года преподавала рисование в гимназиях и школах Одессы.
C 1925 года — член общества им. К.Костанди.
С 1945 года — член Союза художников.

## Выставки
Участвовала в выставках:
- Nature-morte, 1916
- XXVII—XXIX выставки ТЮРХ, 1917—1919
- Выставки обществава им. К.Костанди, 1925—1927
- Выставка этюдов и рисунков одесских художников, 1936
- Salonul Oficial, 1943 (Одесса)